# Град (Заовине)
Град или Равна стена су  остаци средњовековног утврђења, из доба српских династија Kотроманића или Алтомановића. Град има два прилаза, један кроз пећину са југозападне стране и други, клесани, са севера.
Смештен је у долини реке Бели Рзав, Легенду о граду записао је Милан Ђ. Милићевић 1874. године, тадашњи министар просвете Србије, у делу „Kнежевина Србија". Топоними по Заовинама, Полом, Невољан, Опсјек, били су препреке за племића који је отишао у рат и враћао се, јер га је верна љуба изневерила са слугом. Племић савлада све препреке, обеси невјерну љубу о клен на Граду и оде у свет. 
"Сад се на Граду гнезди и кликће сиви соко, природна реткост Балкана, и краси га ретка врста жуте перунике, можда антропогени реликт некадашњег цвећа које су садили средњовековна властела Града.
Милан Ћ. Милићевић наводи у „Kнежевини Србији" да је чувени угарски племић Јован Запоља који је владао Војводином, пореклом из овог краја.
Испод Града постоје остаци средњовековне црквене базилике. Порекло ове цркве није опсежније проучено. Можда је то Мркшина црква у којој је штампано Четворојеванђеље које се помиње у Ресавској преписивачкој школи, јер је њен локалитет енигма. Зна се да је део Четворојеванђеља писан у Рујанској цркви у Стапарима, а део у Мркшиној цркви. Милан Ђ. Милићевић у „Kнежевини Србији" предпоставља да је преписивачка школа била и у скривеним црквама које су биле на Тари и Златибору. 
Древни град у Заовинама део је културо-историјског наслеђа овог краја.